# Бирман, Наум Борисович

Памятник на могиле Комаровского Некрополя

Нау́м Бори́сович Би́рман (1924—1989) — советский режиссёр театра и кино, сценарист.

## Биография
Родился 19 мая 1924 года в Ленинграде.
В 1942—1947 годах служил актёром концертной бригады политуправления Карельского фронта, ансамбля погранвойск и театра музкомедии в Петрозаводске.
В 1951 году окончил актёрский фактультет Ленинградского театрального института имени А. Н. Островского, класс Б. В. Зона, а в 1955 году — режиссёрский факультет того же института.
С 1956 года был актёром и режиссёром Театра имени В. Ф. Комиссаржевской и других театров; ставил спектакли в Театре миниатюр Аркадия Райкина.
С 1965 года — режиссёр киностудии «Ленфильм».
Умер 19 сентября 1989 года. Похоронен на кладбище в Комарово.

## Семья
В первом браке жена — Эмилия Попова, актриса БДТ. Сын — Анатолий Попов, актёр.
Во втором браке жена Бэлла Григорьевна Бирман (Блюдзе). Сыновья — Борис Бирман (род. 1966 г.), актёр, музыкант. Евгений (1971-2011) – промоутер, режиссёр. Эмигрировал в Канаду.

## Награды и премии
- орден Дружбы народов (22.8.1986)
- медаль «За боевые заслуги» (20.11.1944)
- другие медали, в том числе посвящённые победе в Великой Отечественной войне.

## Фильмография

### Режиссёрские работы
- 1965 — Авария (совместно с А. Абрамовым)
- 1967 — Хроника пикирующего бомбардировщика[5]
- 1970 — Волшебная сила
- 1972 — Учитель пения
- 1973 — Я служу на границе
- 1975 — Шаг навстречу
- 1978 — След на земле
- 1979 — Трое в лодке, не считая собаки
- 1980 — Мы смерти смотрели в лицо
- 1983 — Магия чёрная и белая
- 1986 — Воскресный папа
- 1989 — Сирано де Бержерак

### Написал сценарии
- 1967 — Хроника пикирующего бомбардировщика